# Jamia Millia Islamia
Jamia Millia Islamia, vertaald: Nationale Islamitische Universiteit, is een op de islam gerichte universiteit in India. Het Indiase parlement benoemde de universiteit in 1988 bij wet tot een centrale universiteit.

## Achtergrond
De universiteit werd in 1920 door nationalistische moslimleiders opgericht in Aligarh in de staat Uttar Pradesh. Tijdens crisisjaren in India werd de universiteit in 1925 verplaatst naar Karol Bagh, in New Delhi.
De eerste steen van het nieuwe gebouw van de universiteit werd gelegd op 1 maart 1935 in Okhla, toen nog een dorp aan de rand van Delhi. In 1936 werden alle instituten - op Jamia Press, de Maktaba en de bibliotheek na - verplaatst naar de nieuwe campus. De universiteit was vooral in de eerste decennia van haar bestaan erg afhankelijk van buitenlandse giften.
Na de onafhankelijkheid van India bleef de universiteit groeien. De universiteit kreeg meermaals bezoek van hoogwaardigheidsbekleders, waaronder Josip Broz Tito van Joegoslavië in 1954, koning Mohammed Zahir Sjah van Afghanistan in 1955, kroonprins Faisal bin Abdoel Aziz al-Saoed van Saoedi-Arabië in 1956 en shah Mohammad Reza Pahlavi van Iran in 1956. Maar ook later nog, zoals in 2006 door koning Abdoellah van Saoedi-Arabië die een subsidie meebracht van 30 miljoen dollar.
In 2011 werd de boeddhistische veertiende dalai lama Tenzin Gyatso door de universiteit onderscheiden met een eredoctoraat. Studenten aan de Jamia Millia Islamia waren onder meer de Pathaans-Indiaas acteur Shahrukh Khan (1965) en de Tibetaans-Nepalese filmregisseur Tsering Rhitar (1968).

## Faculteiten
- Techniek
- Onderwijs
- Geesteswetenschappen en Talen
- Rechtsgeleerdheid
- Natuurwetenschappen
- Sociologie
- Architectuur en nederzettingen
- Tandheelkunde
- Interdisciplinair onderzoek en basiswetenschappen
- Informatietechnologie
- Massacommunicatie-onderzoekscentrum